# Supernova 1054

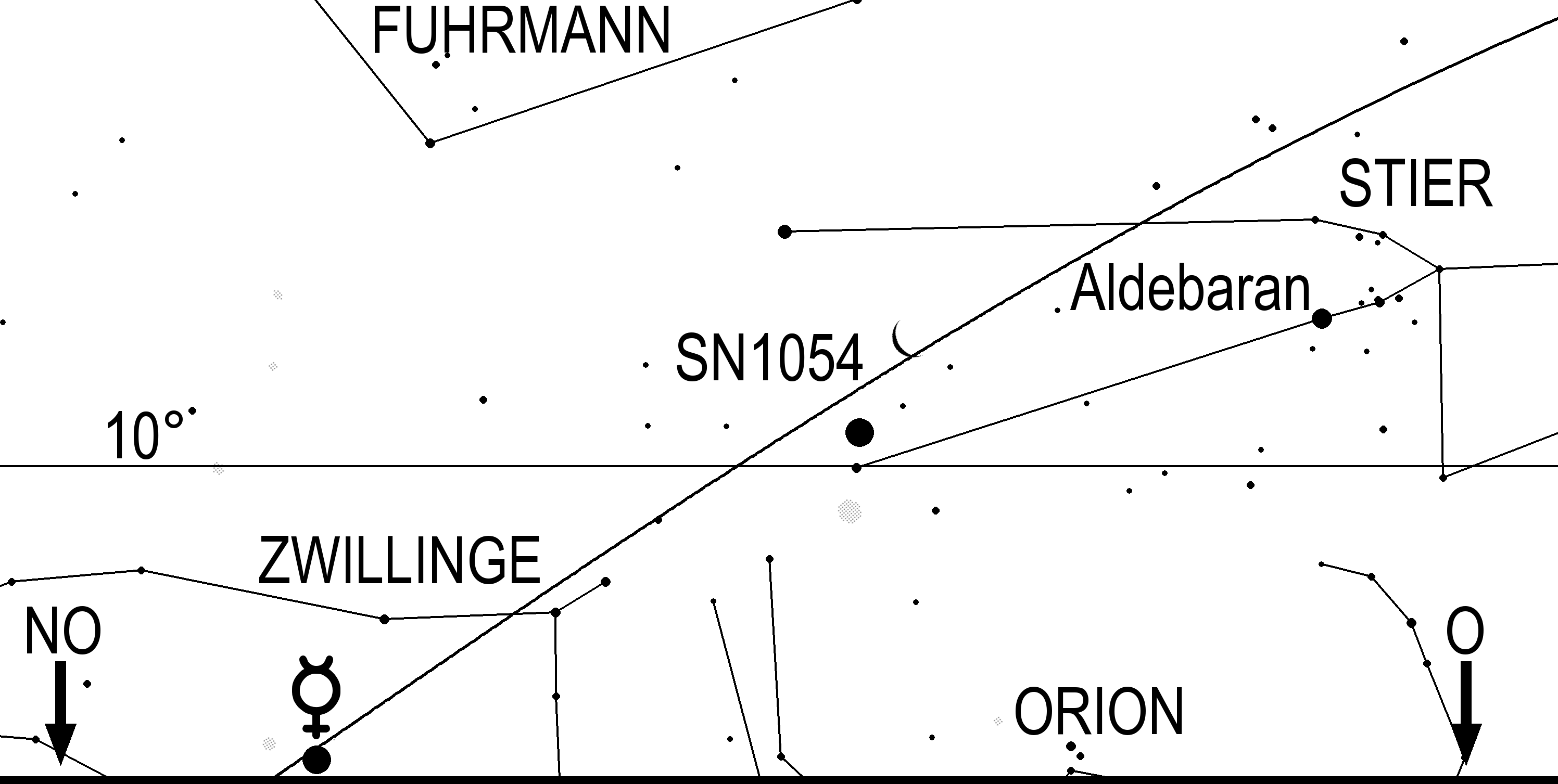
Rekonstruktion des Anblicks des nordöstlichen Sternenhimmels für den 5. Juli 1054, den Tag, an dem erstmals die Supernova 1054 gesichtet wurde

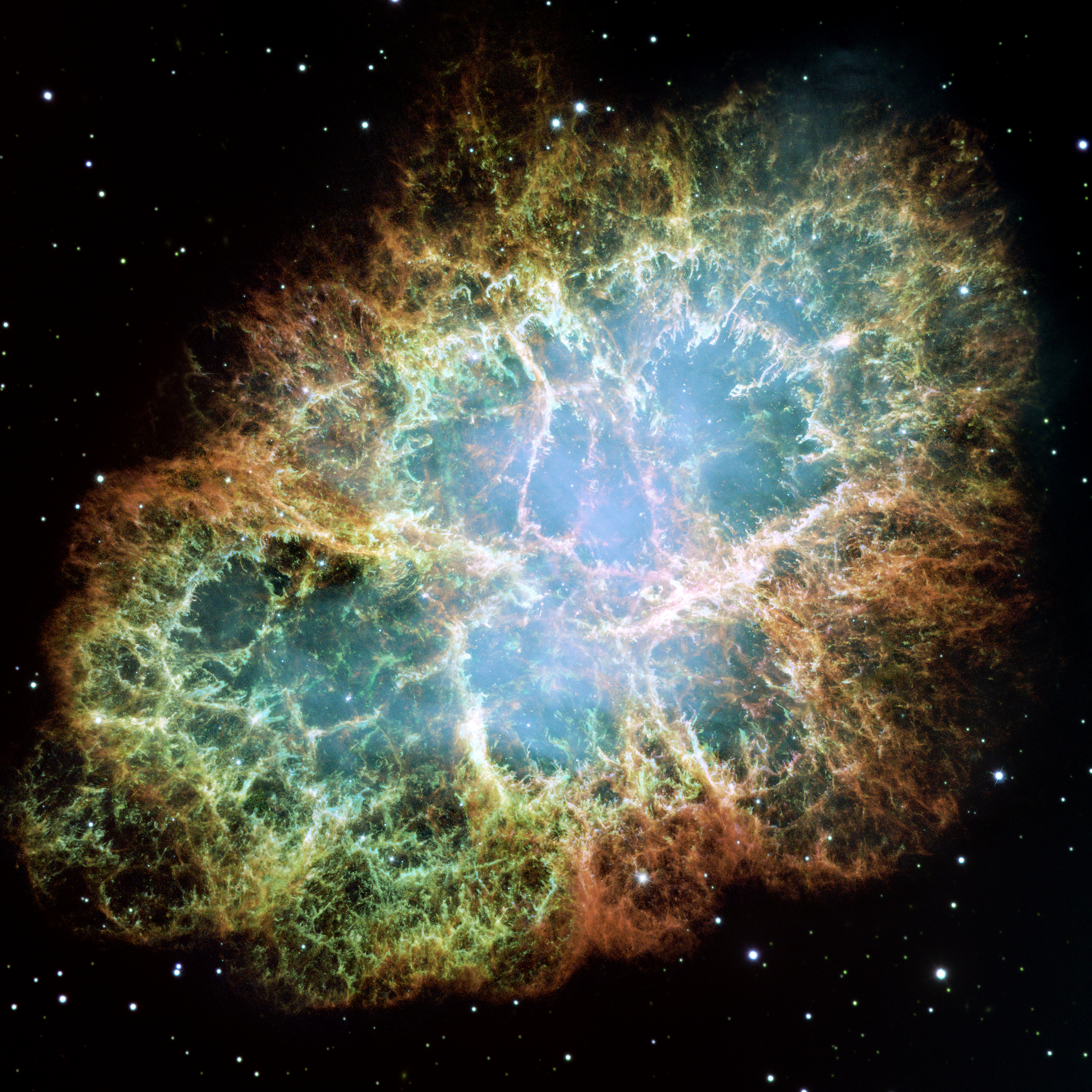
Krebsnebel (Aufnahme des Hubble-Teleskops)

Die Supernova 1054 war eine am 4. Juli 1054 im östlichen Teil des Sternbilds Stier erschienene Supernova. Sie erreichte eine Helligkeit von −6 mag und war damit noch vor der Venus das zweithellste Objekt am Taghimmel. Der Überrest der Supernova 1054 ist der Krebsnebel (M 1).

## Historische Beobachtungen

### In Asien
Gesicherte Hinweise auf die Beobachtung der Supernova 1054 konnten in Aufzeichnungen aus der Song-Dynastie gefunden werden, wie den Werken Song Shi und Wenxian Tongkao, die 1343 bzw. 1317 verfasst wurden und das Erscheinen der hier als „Gaststern“ beschriebenen Nova auf den 4. Juli datierten, oder dem Song Huiyao, das die Nova als „am Tag sichtbar, wie die Venus“ beschrieb; sowie in Fujiwara no Teikas zweihundert Jahre später verfasstem Meigetsuki, in dem er für den späten Mai 1054 das Erscheinen eines „neuen Gaststerns […], groß wie Jupiter“ beschrieb. Der arabische Arzt Ibn Botlan in Fustat beschrieb einen neuen Stern für das Jahr 446 des arabischen Kalenders (12. April 1054 bis 1. April 1055). In den Aufzeichnungen der Song-Dynastie wird noch erwähnt, dass der Gaststern am 6. April 1056 nicht mehr sichtbar war.

### In Europa

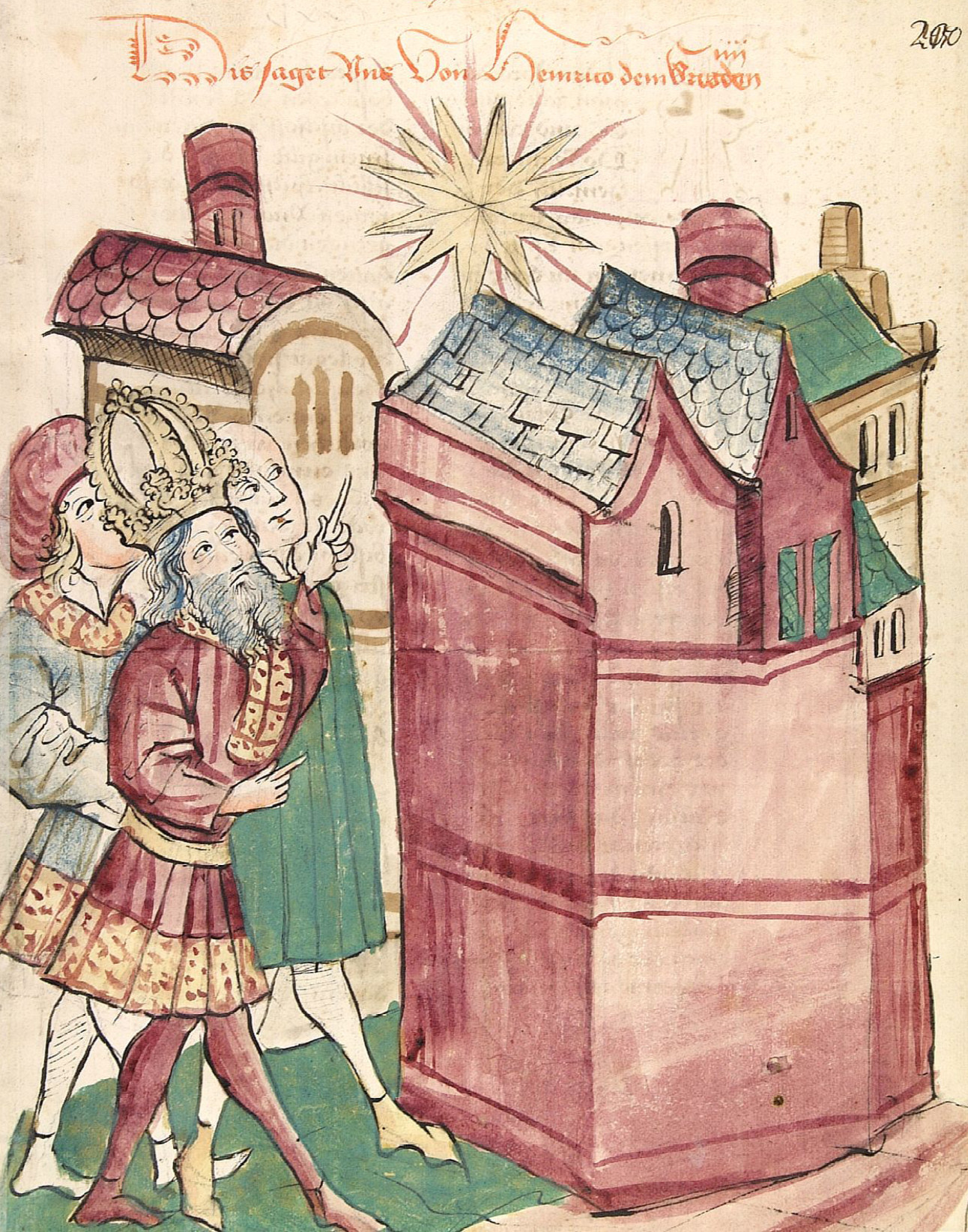
Kaiser Heinrich III. sieht in Begleitung von zwei weiteren Personen den neu aufgegangenen Stern über den Dächern der Stadt Tivoli und zeigt auf ihn.

Für Europa gibt es keine gesicherten Beobachtungen für diesen Zeitraum. Andere Autoren wie Collins et al. verweisen jedoch auf ähnliche Beobachtungen, die allerdings zwei Monate den chinesischen Beobachtungen vorausgehen, wie bei einem Mönch in Flandern (11. April 1054 als helle Scheibe am Nachmittag), aus Irland (24. April 1054 als glühende Säule), Rom (Ende April 1054 als heller Stern), Armenien (14. Mai 1054 als Stern), Italien (Ende Mai 1054 als sehr heller Stern, Datum unsicher) und aus Konstantinopel (1055 als Stern). Collins et al. verweisen darauf, dass die Lichtkurve mit der einer Typ-II-Supernova übereinstimmt und bei dieser das Licht der Supernova-Explosion bereits am 11. April 1054 auf der Erde wahrgenommen worden wäre.

### In Nordamerika

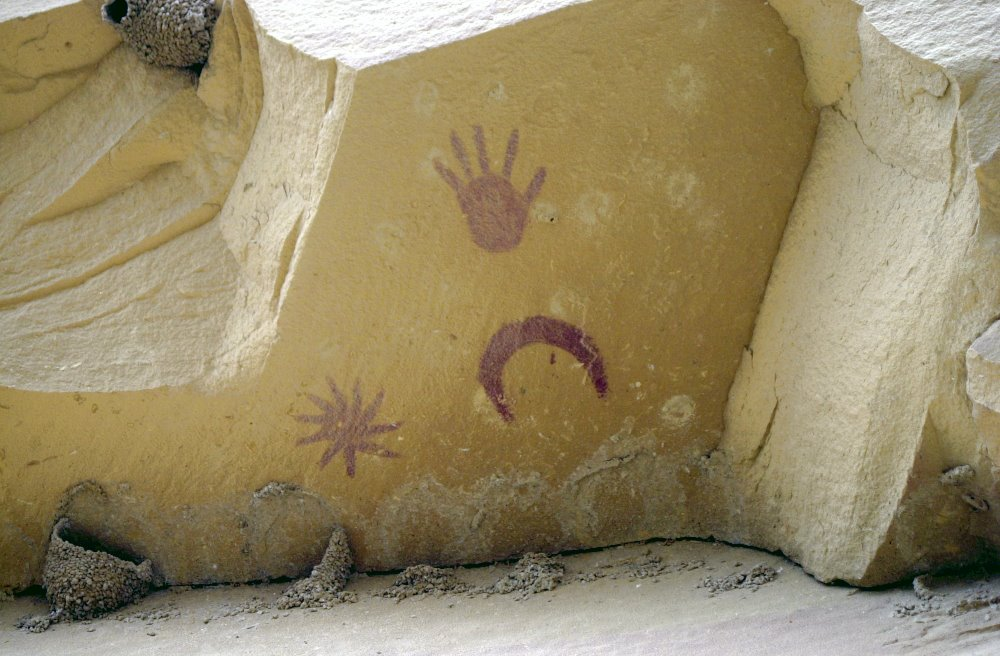
Indianische Petroglyphen, die möglicherweise die Supernova darstellen

Möglicherweise ist die Supernova von 1054 auch auf Felszeichnungen der Pueblo-Kultur in New Mexico aus dem Südwesten der Vereinigten Staaten dargestellt. Auf ihnen erscheint ein heller Stern unweit der Mondsichel, wie sich auch die seinerzeitige Supernova nahe dem abnehmenden Mond beobachten ließ. Allerdings ist keine exakte Datierung der Felszeichnungen möglich; eventuell ist das auf ihnen neben dem Mond porträtierte Gestirn die Venus.